# 烏伊蒂孔
烏伊蒂孔（德語：Uitikon）是瑞士联邦苏黎世州迪蒂孔区的市镇。该市镇面积为4.38平方千米，海拔高度550米，2018年12月31日人口数为4,344。

## 外部連結
- 乌伊蒂孔官方网站 （德文）